# Галевіце (гміна)
Гміна Галевіце (пол. Gmina Galewice) — сільська гміна у центральній Польщі. Належить до Верушовського повіту Лодзинського воєводства.
Станом на 31 грудня 2011 у гміні проживало 6254 особи.

## Площа
Згідно з даними за 2007 рік площа гміни становила 135.79 км², у тому числі:
- орні землі: 52.00%
- ліси: 40.00%

Таким чином, площа гміни становить 23.57% площі повіту.

## Населення
Станом на 31 грудня 2011:
| Опис     | Загалом | Загалом | Чоловіки | Чоловіки | Жінки | Жінки |
| -------- | ------- | ------- | -------- | -------- | ----- | ----- |
| одиниця  | осіб    | %       | осіб     | %        | осіб  | %     |
| все      | 6254    | 100     | 3094     | 49.47    | 3160  | 50.53 |
| міське   | 0       | 100     | 0        |          | 0     |       |
| сільське | 6254    | 100     | 3094     | 49.47    | 3160  | 50.53 |

## Сусідні гміни
Гміна Галевіце межує з такими гмінами: Верушув, Грабув-над-Просною, Дорухув, Кльонова, Лютутув, Сокольники, Чайкув.